# Такацу (река)
Такацу (яп. 高津川 такацугава) — река в Японии на острове Хонсю. Протекает по территории префектуры Симане.
Длина реки составляет 81 км, на территории её бассейна (1090 км²) проживает около 30 тыс. человек. Бассейн реки занимает около 16 % территории префектуры. Согласно японской классификации, Такацу является рекой первого класса.
Исток реки находится в Танохара (田野原), на территории посёлка Йосика. Такацу протекает через посёлок Цувано, где в неё впадает одноимённая река, ниже — через город Масуда, где в неё впадают Хикими (匹見川) и Сирагами (白上川). Далее река течёт по равнине Масуда и впадает в Японское море.
Около 96 % бассейна реки занимает природная растительность, около 3 % — сельскохозяйственные земли, около 1 % застроено.
Уклон реки в верховьях составляет около 1/150, в среднем течении — 1/150-1/350. Среднегодовая норма осадков в верховьях реки составляет около 2200 мм в год, а в низовьях около 1600 мм в год.
В XX веке крупнейшие наводнения происходили в 1972, 1983, 1985 и 1997 годах. Во время наводнения 1972 года было полностью разрушено 64 и затоплено 1983 дома, в 1983 году было полностью разрушено 60 и затоплено 313 домов.